# Sidi Mzal
Sidi Mzal (en àrab سيدي امزال, Sīdī Imzāl; en amazic ⵙⵉⴷⵉ ⵎⵣⴰⵍ) és una comuna rural de la província de Taroudant, a la regió de Souss-Massa, al Marroc. Segons el cens de 2014 tenia una població total de 1.701 persones.